# Marcin Weinfeld

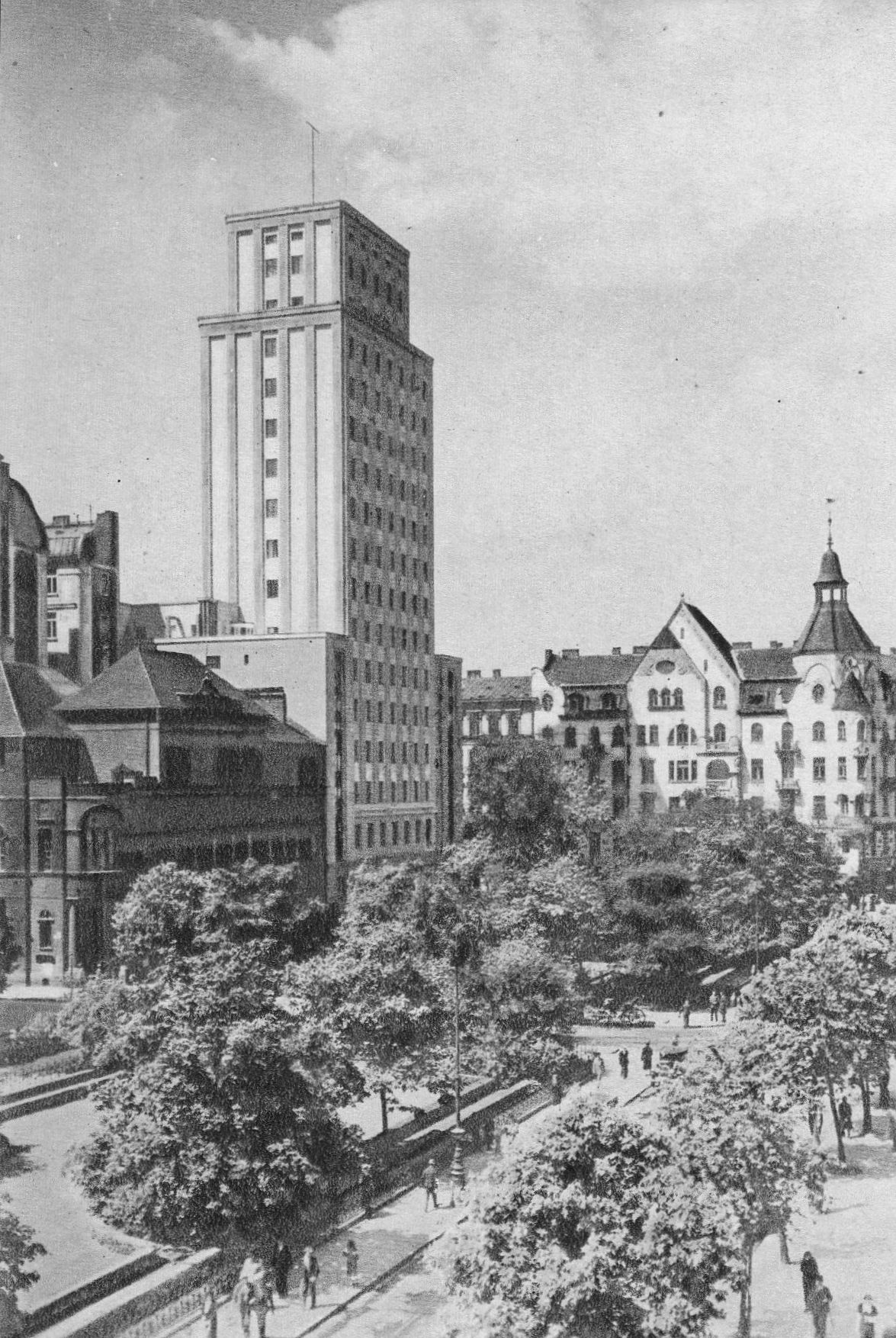
Gmach Towarzystwa Ubezpieczeń Prudential w Warszawie

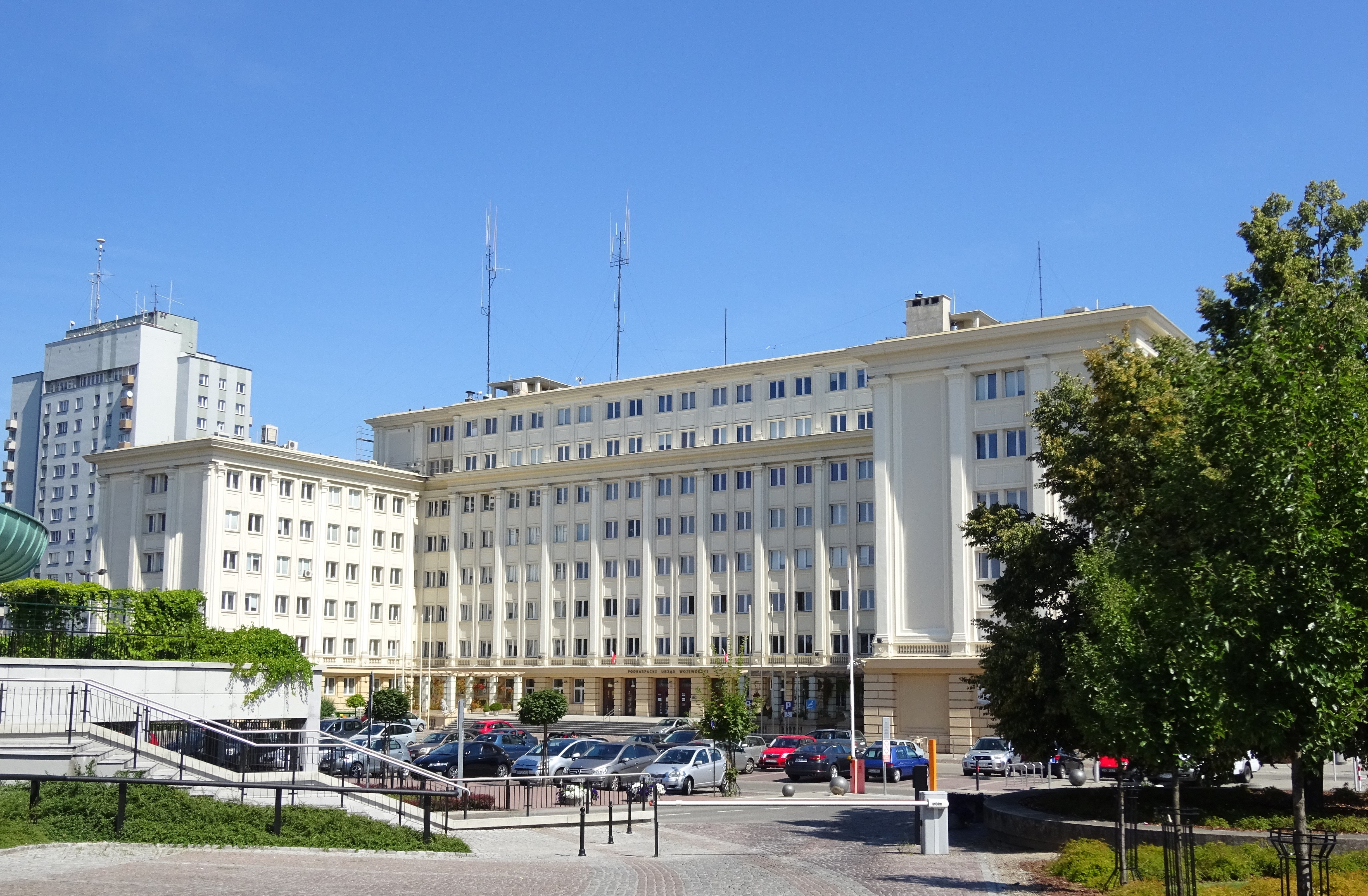
Podkarpacki Urząd Wojewódzki w Rzeszowie

Marcin Weinfeld (ur. 28 sierpnia 1884 w Warszawie, zm. 8 listopada 1965 tamże) – polski architekt pochodzenia żydowskiego.

## Życiorys
Był absolwentem politechniki w Dreźnie i Politechniki Warszawskiej, gdzie naukę ukończył otrzymując dyplom w 1911. W latach 1912–1939 prowadził własne biuro projektów. Aresztowany w 1940 został przewieziony do obozu w Dachau, gdzie był więziony do zakończenia wojny. Jak opisuje jego wnuczka, nie przyjechał do obozu jako Żyd, tylko więzień polityczny, dlatego przeżył.
Od 1946 pełnił funkcję naczelnika wydziału w Ministerstwie Odbudowy, a następnie głównego architekta w Komitecie Budownictwa, Urbanistyki i Architektury. Był członkiem Oddziału Warszawskiego SARP oraz Towarzystwa Urbanistów Polskich.
Został pochowany na cmentarzu Powązkowskim w Warszawie (kw. 59-IV-24).

## Najważniejsze realizacje
- gmach Towarzystwa Ubezpieczeń Prudential w Warszawie (projekt wraz ze Stefanem Bryłą)[5];
- biurowiec Głównego Urzędu Kontroli Prasy i Wydawnictw przy ul. Mysiej 3 (obecnie nie istnieje)[6];
- domy mieszkalne przy ul. Klonowej 4 (willa Czesława Wehra), ul. Koszykowej 8 oraz Grójeckiej 43 (z Kazimierzem Saskim)[7]
- willa Neumannów przy ul. Sułkowickiej 5 (dawniej ul. Belwederska 18a)[8]
- Mauzoleum Żydów Bojowników o Niepodległość Polski na cmentarzu żydowskim na Woli w Warszawie
- Willa Gawrońskich[9]
- willa Piaski w Konstancinie-Jeziornie[10]
- niezrealizowany projekt synagogi przy ul. Dzielnej 7[11];
- synagoga Wajnberga w Otwocku przy ul. Reymonta, zburzona w 1941[12].

## Życie prywatne
Jego żoną była Maryla Beth (Bett), pochodzenia żydowskiego, córka Dawida Betta, wykładowcy  Uniwersytetu Jagiellońskiego.

## Odznaczenia i wyróżnienia
- Medal 10-lecia Polski Ludowej (1955)[3]
- Członek honorowy Towarzystwo Urbanistów Polskich (1963)[3]